# Senggerinchin

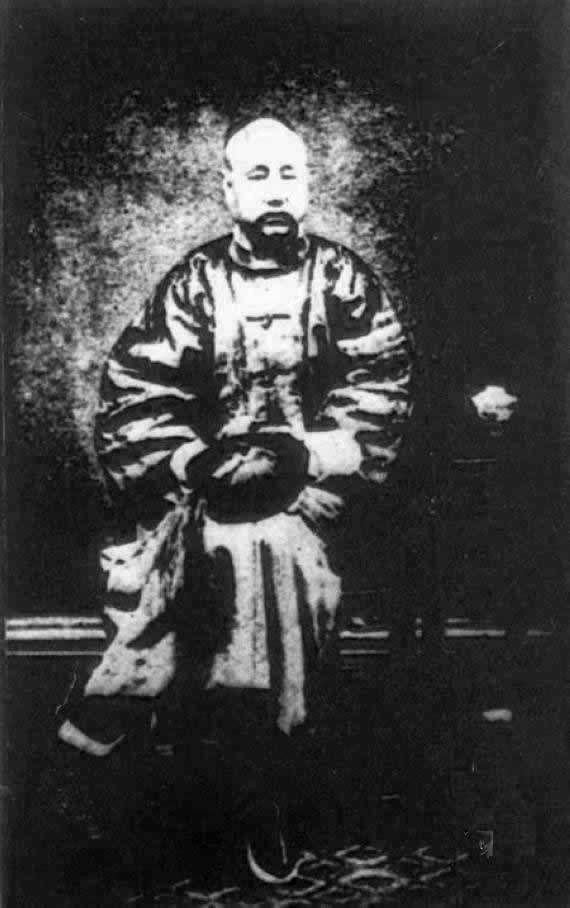
Senggerinchin

Der Mongolenprinz Senggerinchin (andere Schreibweisen Sengge Rinchen, Senggelinqin; * 1811; † 18. Mai 1865 bei Heze) war ein namhafter Militärbefehlshaber der Qing-Dynastie.
Er war der Prinz der Horqin-Mongolen in der Inneren Mongolei und diente (dem Beispiel anderer Mongolenprinzen der Inneren Mongolei folgend) den Qing als ein Armee-Befehlshaber. Zwischen 1853 und 1855 kämpfte er gegen die Taiping und stoppte mit seiner Kavallerie deren Nordfeldzug gegen Peking (1853, Kaiser und Hof hatten die Stadt bereits verlassen). Im Zweiten Opiumkrieg war er gegen die Briten und Franzosen erfolglos (1858–1860, Dagu-Festungen bzw. Verteidigung von Peking). Nach 1860 erzielte er Erfolge gegen verschiedene Rebellenarmeen in Anhui, Shandong und Henan, insbesondere gegen die Nian-Banditen. Im Mai 1865 wurde er von den Nian bei Heze in Shandong getötet.
Die Residenz von Senggerinchin (Senggelinqin wangfu) im Hinteren Horqin-Banner des Linken Flügels steht seit 2006 auf der Liste der Denkmäler der Volksrepublik China (6-495). Seine Grabstele in der mongolischen Gemeinde Sijiazi im Kreis Faku der Stadt Shenyang ist ein „Kulturdenkmal der Provinz Liaoning“.